# 物資
| ウィキペディアには「物資」という見出しの百科事典記事はありません（タイトルに「物資」を含むページの一覧/「物資」で始まるページの一覧）。 代わりにウィクショナリーのページ「物資」が役に立つかもしれません。 |